# Karen Disher
Karen Disher (6 agosto 1972) è una doppiatrice e animatrice statunitense.

## Filmografia parziale

### Doppiatrice
- Scrattina in L'era glaciale 3 - L'alba dei dinosauri, L'era glaciale 4 - Continenti alla deriva
- Scratazon in Scrat: Spaced Out

### Animatrice
- L'era glaciale 2 - Il disgelo (2006)
- L'era glaciale 3 - L'alba dei dinosauri (2009)